# 張士甄
張士甄，字繡紫，號鐵治，清朝順天府通州人。順治、康熙年間政治人物。

## 生平
汝濟曾孫，文焌子。順治六年進士，選庶吉士，散館授編修。累官刑部尚書，改禮部、又改吏部尚書。因事降三級調任。